# Saga de Ragnar Calças Peludas

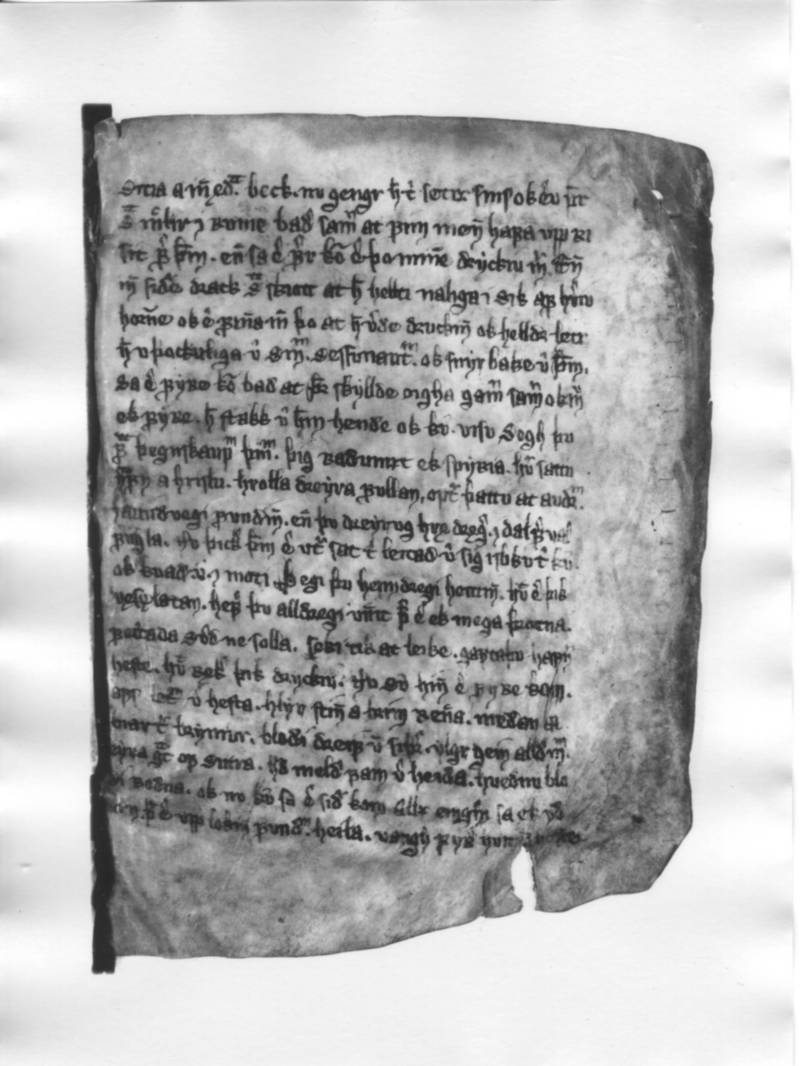
NKS 1824 b 4ª página da Saga de Ragnar Calças Peludas

Saga de Ragnar Calças Peludas (em nórdico antigo: Ragnars saga loðbrókar), é uma das sagas chamadas sagas lendárias que relata a vida do lendário viquingue Ragnar Calças Peludas. Escrita em meados do século XIII, sobrevivem 44 manuscritos e diversas edições repartidas em várias coleções e bibliotecas, entre as mais prestigiosas a Biblioteca Real da Dinamarca, a Biblioteca Nacional da Suécia, a Biblioteca Houghton de Harvard, e a Biblioteca Britânica.
A saga retrata as expedições viquingues de Ragnar, seu casamento com Tora Borgarhjort, e em seguida, com Aslauga e seus filhos com elas, e como seus filhos Ivar, o Desossado, Biorno Flanco de Ferro, Haldano, Sigurdo Cobra no Olho e Uba o vingaram após sua morte no poço de cobras do rei Ela da Nortúmbria.